# 2012-es Gastein Ladies
A 2012-es Gastein Ladies női tenisztornát Bad Gasteinben rendezték meg 2012. június 11. és június 17. között. A verseny International kategóriájú volt. A mérkőzéseket salakos pályán játszották, 2012-ben hatodik alkalommal.

## Győztesek
Egyéniben a tornagyőzelmet a francia Alizé Cornet szerezte meg, miután a fináléban 7–5, 7–6(1)-ra legyőzte a második kiemelt Yanina Wickmayert. Cornet pályafutása második egyéni WTA-diadalát aratta, az elsőt még 2008-ban, Budapesten érte el. A francia játékos játszmavesztés nélkül fejezte be a versenyt. Wickmayer a nyolcadik WTA-döntőjét játszotta egyéniben, s ez volt az ötödik, amelyet elveszített.
Párosban a Jill Craybas–Julia Görges-páros szerezte meg a győzelmet, a döntőben 6–7(4), 6–4, [11–9]-re legyőzve az első kiemelt Anna-Lena Grönefeld–Petra Martić-kettőst. Craybas és Görges első közös páros diadalukat ünnepelhették, előbbi játékosnak összességében ez volt az ötödik, utóbbinak pedig a negyedik páros WTA-győzelme. Grönefeld és Martić ebben az évben a második döntőjükbe jutottak be, februárban Párizsban játszottak finálét, de akkor is vesztesen hagyták el a pályát.

## Döntők

### Egyéni
Alizé Cornet –  Yanina Wickmayer 7–5, 7–6(1)

### Páros
Jill Craybas /  Julia Görges –  Anna-Lena Grönefeld /  Petra Martić 6–7(4), 6–4, [11–9]

## Világranglistapontok
| Eredmény           | Egyéni | Páros |
| ------------------ | ------ | ----- |
| Győzelem           | 280    | 280   |
| Döntő              | 200    | 200   |
| Elődöntő           | 130    | 130   |
| Negyeddöntő        | 70     | 70    |
| 16 között          | 30     | 1     |
| 32 között          | 1      | –     |
| Főtáblára jutás    | 10     | –     |
| Selejtező (döntő)  | 6      | –     |
| Selejtező (1. kör) | 1      | –     |

## Pénzdíjazás
A torna összdíjazása a többi International versenyhez hasonlóan 220 000 amerikai dollár volt. Az egyéni bajnok 37 000 dollárt, a győztes páros együttesen 11 000 dollárt kapott.
| Eredmény           | Egyéni   | Páros    |
| ------------------ | -------- | -------- |
| Győzelem           | 37 000 $ | 11 000 $ |
| Döntő              | 19 100 $ | 5750 $   |
| Elődöntő           | 10 400 $ | 3100 $   |
| Negyeddöntő        | 5625 $   | 1650 $   |
| 16 között          | 3100 $   | 860 $    |
| 32 között          | 1825 $   | –        |
| Selejtező (döntő)  | 850 $    | –        |
| Selejtező (1. kör) | 440 $    | –        |